# Даніел Боримиров
Даніел Боримиров (болг. Даниел Боримиров, нар. 15 січня 1970, Видин) — колишній болгарський футболіст, що грав на позиції півзахисника. Футболіст року в Болгарії (2006).
Виступав за клуби «Бдін» (Видин), «Левскі» та «Мюнхен 1860», а також національну збірну Болгарії.

## Клубна кар'єра
Народився 15 січня 1970 року в місті Видин. Вихованець юнацької команди «Бдін» з рідного міста.
У дорослому футболі дебютував 1987 року виступами за основну команду «Бдіна», що грала в третьому за рівнем дивізіоні Болгарії, де провів три сезони.
1990 року молодий півзахисник перейшов до «Левскі», в якому провів п'ять сезонів, взявши участь у 123 матчах чемпіонату. Більшість часу, проведеного у складі «Левскі», був основним гравцем команди. За цей час він тричі вигравав чемпіонат (1993, 1994, 1995) і кубок Болгарії (1991, 1992, 1994). Причому за два сезони (1993/94 і 1994/95) Боримиров забив 32 м'ячі в чемпіонаті, чим зацікавив низку європейських клубів.
Влітку 1995 року Даніел перейшов у німецький «Мюнхен 1860» і відіграв за клуб з Мюнхена наступні вісім з половиною сезонів своєї ігрової кар'єри, зігравши у 214 матчах Бундесліги.
На початку 2004 року Боримиров повернувся до «Левскі», за який відіграв ще чотири з половиною сезони. За цей час команда ще по два рази виграла національний чемпіонат і кубок, причому 2007 року софійці зробили «золотий дубль», вигравши і чемпіонат, і кубок. Крім того, завдяки голу Даніела, клуб зміг обіграти вдома 2:1 «Удінезе» і вийти до чвертьфіналу Кубка УЄФА 2005/06, за що в тому ж році був визнаний найкращим футболістом Болгарії.
Боримиров завершив свою кар'єру 17 травня 2008 року у віці 38 років в матчі з софійської «Славією».
Після завершення кар'єри працював виконавчим директором клубу «Левскі».

## Виступи за збірну
18 лютого 1993 року дебютував в офіційних матчах у складі національної збірної Болгарії у грі проти збірної ОАЕ.
Боримиров брав участь у двох Чемпіонатах світу (1994 року у США та 1998 року у Франції) і двох Чемпіонатах Європи (1996 року в Англії та 2004 року у Португалії).
Протягом кар'єри у національній команді, яка тривала 12 років, провів у формі головної команди країни 66 матчів, забивши 5 голів.

## Титули і досягнення
- Чемпіон Болгарії (5):

«Левскі»: 1992–93, 1993–94, 1994–95, 2005-06, 2006-07
- Володар Кубка Болгарії (5):

«Левскі»: 1990–91, 1991–92, 1993–94, 2004-05, 2006-07
- Володар Суперкубка Болгарії (2):

«Левскі»: 2005, 2007

### Індивідуальні
- Футболіст року в Болгарії: 2006
- Почесний громадянин Софії (1994)[4].